# Riccardo Fontana

Erzbischofswappen von Riccardo Fontana

Riccardo Fontana (* 20. Januar 1947 in Forte dei Marmi, Provinz Lucca) ist ein italienischer Geistlicher, römisch-katholischer Erzbischof und emeritierter Bischof von Arezzo-Cortona-Sansepolcro.

## Leben
Riccardo Fontana empfing am 2. Juli 1972 die Priesterweihe.
Papst Johannes Paul II. ernannte ihn am 16. Dezember 1995 zum Erzbischof von Spoleto-Norcia und spendete ihm am 6. Januar 1996 die Bischofsweihe; Mitkonsekratoren waren die Kurienerzbischöfe Giovanni Battista Re und Jorge María Mejía. Als Wahlspruch wählte er Non recuso laborem.
Am 16. Juli 2009 ernannte ihn Papst Benedikt XVI. zum Bischof von Arezzo-Cortona-Sansepolcro und zum Erzbischof ad personam ernannt. Die feierliche Amtseinführung fand am 13. September desselben statt.
Papst Franziskus nahm am 15. September 2022 seinen altersbedingten Rücktritt an.